# Факультет психологии Санкт-Петербургского государственного университета
Факульте́т психоло́гии СПбГУ — один из двух старейших академических факультетов психологии на территории России. В настоящее время здесь реализуются все существующие образовательные программы в области психологии - бакалавриат (высшее образование 1 уровня - 4 года обучения); специалитеты - "Клиническая психология" (6 лет обучения, включая год практики с супервизией), "Психология служебной деятельности" (5 лет обучения); 8 магистратур (высшее образование 2 уровня - 2 года обучения) - "Общая психология и когнитивная психология", "Психология личности", "Психология развития", "Психология образования", "Организационная психология и психология менеджмента", "Психическое здоровье и раннее сопровождение детей и родителей", "Социальная и политическая психология", "Психология физической активности и спорта"; аспирантура (высшее образование 3 уровня - 3 года обучения) по направлениям "Психология", "Клиническая психология", "Педагогика". Кроме того, факультет реализует различные программы постдипломного образования и повышения квалификации, включая  профессиональную переподготовку по психологии, курсы повышения квалификации, семинары и тренинги.
На факультете проводятся научные исследования в различных областях  психологии, педагогики, а также междисциплинарные проекты. В здании факультета функционируют две лаборатории, созданные на средства в рамках выигранных мегагрантов правительства РФ: лаборатория междисциплинарных исследований развития человека и лаборатория поведенческой нейродинамики. С 2002 года силами преподавателей и студентов факультета психологии обеспечивается работа Психологического центра, включая Службу бесплатной психологической помощи, которая была открыта в 2013 году.

## История
Санкт-Петербургский университет был первым в Российской империи светским учебным заведением, где началось преподавание психологии как науки. В 1850 году преподавание логики и опытной психологии начал профессор А. И. Райковский. В 1866 году будущим ректором университета М. И. Владиславлевым была защищена первая магистерская диссертация по научной психологии («Современные направления в науке о душе»). Среди выпускников и преподавателей были такие значимые фигуры эпохи зарождения научной психологии, как И. М. Сеченов и И. П. Павлов.
Факультетом ежегодно проводятся:
1. Зимняя психологическая школа СПбГУ (ЗПШ) студентов и аспирантов — начало февраля
2. Международная студенческая конференция «Психология XXI века» — середина апреля
3. Научно-практическая конференция «Ананьевские чтения» — конец октября

6 декабря 1965 года было принято решение Министерства высшего и среднего специального образования РСФСР об организации факультета психологии (на базе отделения философского факультета). Первые студенты были приняты в 1966 году. Со дня образования факультета его деканами были член-корр. АН СССР Б. Ф. Ломов (1966—1968), действ. член АПН СССР Б. Г. Ананьев (1968—1972), действ. член РАО А. А. Бодалёв (1972—1976), проф. А. А. Крылов (1976—2002), член-корр. РАО Л. А. Цветкова (2002—2010). В 2011 году деканом избрана доктор психологических наук, заведующая кафедрой психологии здоровья и отклоняющегося поведения, доц. А. В. Шаболтас.
В разные годы на факультете работали такие психологи, как Л. М. Веккер, Е. С. Кузьмин, Н. В. Кузьмина, В. Н. Мясищев, Н. А. Тих, А. В. Ярмоленко и др.
С 2001 года заслуженным учёным факультета присуждается звание «Почётный профессор СПбГУ». На данный момент его удостоены: д.психол.н. Е. Ф. Рыбалко (2001), д.психол.н. Г. В. Суходольский (2003), д.м.н. Б. Д. Лысков (2004), д.психол.н. А. А. Крылов (2005), д.психол.н. А. Л. Свенцицкий (2006), д.психол.н. В. Н. Куницына (2008), д.психол.н. Л. А. Головей (2019).
23—26 октября 2006 года прошли юбилейные торжества, посвящённые сорокалетию факультета. В честь юбилея была выпущена памятная медаль и книга, 26 октября в честь юбилея был произведён выстрел пушки Петропавловской крепости.
25-29 октября 2016 года факультет праздновал 50-летний юбилей. Масштабные юбилейные мероприятия включали Торжественное юбилейное заседание в Главном зале университета, Международную научно-практическую конференцию, День студенческих проектов, День встречи выпускников разных лет. К юбилею было подготовлено подарочное издание, посвящённое истории и современному состоянию дел на факультете психологии в СПбГУ.
В настоящее время факультет психологии является учебно-научным центром СПбГУ. В задачи данного учреждения входит: «осуществление базовой подготовки психологов для практической, научно-исследовательской и педагогической работы; повышение квалификации, переподготовка и подготовка кадров высшей научной квалификации; проведение исследований по основным магистральным направлениям современной психологии; координация исследовательских работ психолого-педагогического профиля по вузам России».

## Здание
С 1960-х годов факультет психологии размещался во дворце Бобринских на Галерной улице, 60 (тогда она называлась Красной), но вскоре переехал в здание на набережной Макарова, 6, которое делит с Институтом физиологии им. И. П. Павлова РАН. Здание было построено в 1900—1901 годах гражданским инженером К. К. Тарасовым для Главного управления неокладных сборов и казённой продажи питей на месте Старого гостиного двора (фрагмент здания гостиного двора XVIII века можно увидеть со стороны Тифлисской улицы — это один из корпусов библиотеки РАН).

## Кафедры
На факультете в данный момент работают 13 кафедр:
1. Клинической психологии и психофизиологии
2. Общей психологии
3. Психологии личности
4. Педагогики и педагогической психологии
5. Политической психологии
6. Психологии образования и педагогики
7. Психологии кризисных и экстремальных ситуаций
8. Психологии здоровья и отклоняющегося поведения
9. Психологии развития и дифференциальной психологии
10. Психологического обеспечения профессиональной деятельности
11. Психического здоровья и раннего сопровождения детей и родителей
12. Социальной психологии
13. Эргономики и инженерной психологии